# Irun
Irun (en espagnol : Irún [i.ˈɾun]) est une commune du Guipuscoa dans la Communauté autonome du Pays basque, située dans le Nord de l'Espagne.
Faisant face à la ville française d'Hendaye dont elle est séparée par la Bidassoa, elle occupe une position stratégique à la frontière entre l'Espagne et la France, et commande le passage principal des Pyrénées occidentales.

## Étymologie
En 1992, on a trouvé d'importants restes archéologiques romains à Irun qui paraissent confirmer qu'Irun aurait été la ville Oiasso ou Easo, que les géographes romains plaçaient sur la côte du territoire vascon et dont la situation précise avait causé une certaine polémique durant les derniers siècles (le gentilé easonense utilisé pour se référer aux habitants de Saint-Sébastien se basait précisément sur la supposition que cette ville avait été l'Easo romaine). Irun est l'assise urbaine et portuaire en rapport avec les mines de galets proches d'Aia, qui étaient déjà exploitées à l'époque romaine et dont l'exploitation s'est poursuivie presque jusqu'à nos jours.
L'étymologie du nom d'Irun est en rapport avec celui du nom basque de la ville de Pampelune (Iruña en basque) et celui de la municipalité alavaise homonyme d'Iruña de Oca. Les trois localités mentionnées, Irun au Guipuscoa, Pampelune en Navarre et Iruña de Oca à Alava ont curieusement été probablement les trois sièges urbains romains les plus importants dans la zone nord du Pays basque et de Navarre. Chaque ville possédait un nom latin différent : Easo, Pompaelo et Veleia, mais dans la langue locale possédaient une dénomination semblable. Cette dénomination proviendrait probablement du mot basque (h) iri (ville) et un second élément qui n'est pas clair du tout, mais qui pourrait être on (bonne) : la bonne ville (quelques étymologistes parlent de la grande ville) ou simplement le suffixe -un "lieu". Tandis que Pampelune conservera la conscience de son antiquité et la double tradition dans son nom, Irun sera réduit à un petit village sans conscience de ses origines romaines et Iruña-Veleia se transformera en une zone désertée.
Pendant le Moyen Âge, et durant les siècles postérieurs, Irun reçut le nom d'« Irún-Uranzu ». Mais avec le passage des années, elle perdit la seconde partie de son nom.
Il n'y a pas de différences entre le nom castillan et basque de la ville, puisqu'ils sont prononcés et accentués de manière identique. La différence appuie la transcription. En basque, le « ú » n'existant pas selon les règles modernes d'orthographe, le nom est transcrit comme « Irun », tandis qu'en castillan il est écrit « Irún ». Bien que la manière Irún ait été celle qui a traditionnellement favorisée, actuellement la seule dénomination officielle de la municipalité est le basque : Irun.

## Géographie
Les communes limitrophes sont  Bera, Biriatou, Fontarrabie, Hendaye, Lesaka, Lezo, Oiartzun et Urrugne.
Irun est située au nord-est du Guipuscoa, au pied des Pyrénées (Aiako Harria) au bord de la Bidassoa qui marque la frontière entre la France et l'Espagne en face d'Hendaye (avec laquelle elle est reliée par quatre ponts - deux ferroviaires et deux routiers - dont le plus ancien est le pont international Saint-Jacques) et à proximité de Fontarrabie. Elle partage avec ces dernières la baie de Txingudi et fait partie du concorcio Bidasoa-Txingudi.

### Quartiers
Les différents quartiers d'Irun sont Anaka, Behobia, Bidasoa, Bentak, Lapitze, Olaberria et Meaka.

## Histoire

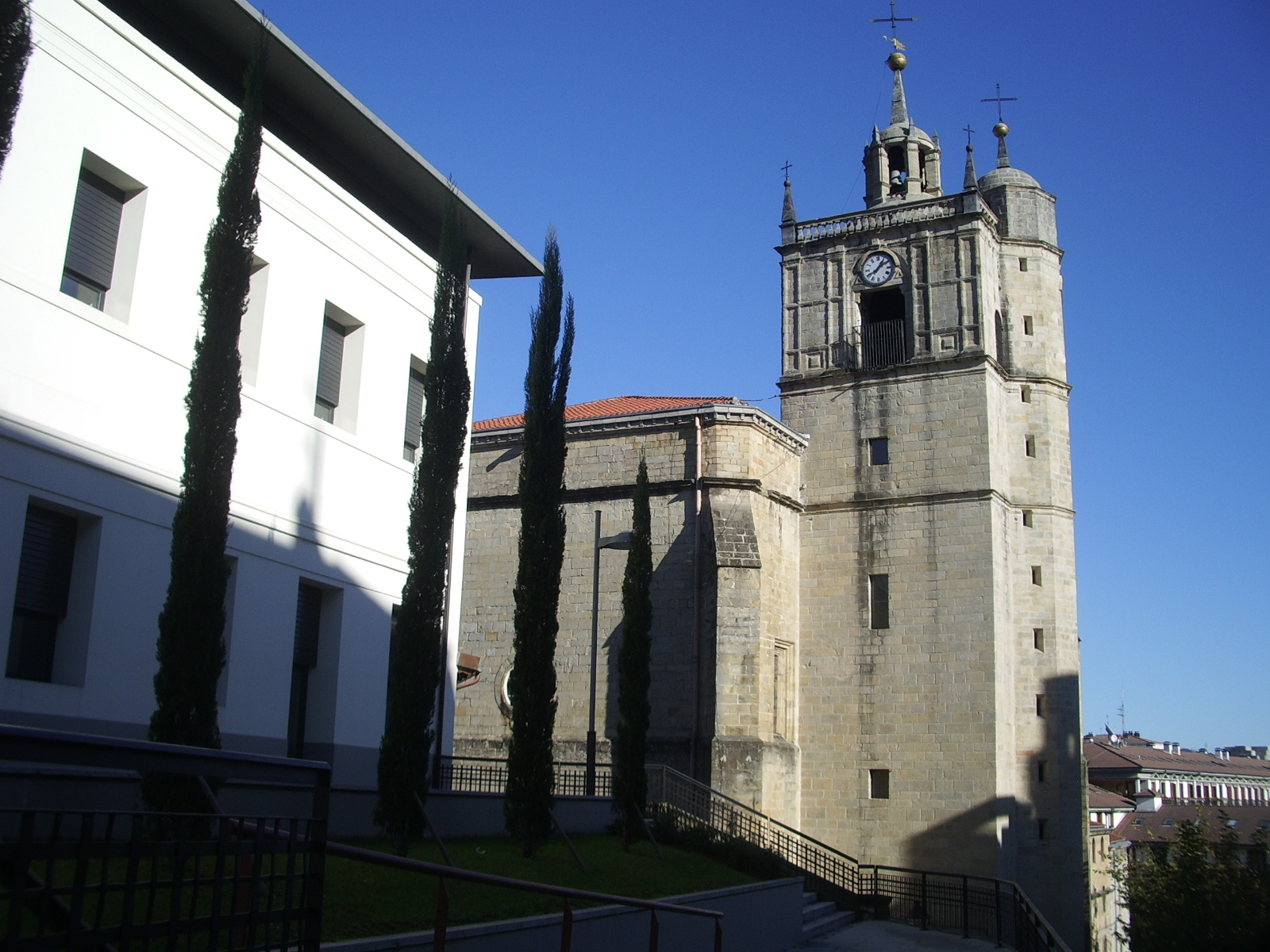
Église Nuestra Señora del Juncal.

Irun a historiquement eu un fort lien avec la Navarre. Dans l'Antiquité, elle faisait partie du territoire de la tribu des Vascons (qui était installée en territoire navarrais), face au reste du Guipuscoa qui était le territoire de la tribu des Vardules. Le dialecte est celui de l'euskara qu'on parle dans le secteur, et plus en rapport avec les dialectes navarrais qu'avec le guipuscoan. On peut dire qu'Irun est le débouché maritime naturel de la Navarre, ce qui en fit un port minéralier sous la Rome antique. Bien qu'Irun soit liée au Guipuscoa depuis le XIIIe siècle, il y a eu plusieurs tentatives de réincorporer Irun à la Navarre. Ce fut le cas pendant quelques années au début du XIXe siècle.
Au XIIe siècle, les territoires qui jusqu'alors faisaient partie du Royaume de Navarre, furent incorporés à la Castille. La première référence écrite relative à Irun apparaît en 1203. Il s'agit de la charte au Peuple accordée à Fontarrabie par Alfonse VIII de Castille, donnée à Palencia le 18 avril 1203. Par cette lettre au peuple, Irun est inclus dans la juridiction civile et criminelle de la ville de Fontarrabie. L'Université d'Irun-Uranzu a maintenu toutefois sa juridiction propre pour le politique, l'économique et le secteur militaire. Cette situation a provoqué des procès séculaires et des confrontations entre les deux localités.
L'indépendance totale d'Irun a été seulement atteinte quelques siècles plus tard par la Cédule royale du 27 février 1766, accordée par le roi Charles III d'Espagne.
La situation stratégique d'Irun, à la frontière entre trois royaumes (Castille, Navarre et France) a fait que la localité a souffert au long de l'histoire de nombreuses attaques des royaumes voisins.
Après la déroute tragique de la monarchie navarraise, les intrigues dynastiques provoquèrent la guerre civile dans le royaume de Navarre, entre le parti des Beaumontais (dirigés à l'origine par Juan de Beaumont), partisans de la Castille et les Agramontais (partisans de Pedro de Agramunt), alliés de la France. Finalement, les Beaumontais vainquirent, bien qu'ayant perdu initialement la guerre civile, à cause de la conquête de la ville pour le compte de la Couronne de Castille par Ferdinand II d'Aragon (le roi catholique, qui réclamait ses droits dynastiques au trône navarrais, historiquement lié à la couronne d'Aragon), « respectant les fors et les coutumes », pratiquement jusqu'à aujourd'hui.
En 1512, le roi Ferdinand le Catholique commence le Château de « Gaztelu Zahar », qui a été détruit dans 1539 par Charles Quint, en cas de reconquête par les navarrais, qui disposaient déjà de l'appui français pour récupérer le royaume lors de précédentes occasions, on ne put plus construire des forts ici.
Un fait significatif est arrivé dans l'histoire d'Irun. La première bataille de San Martial, le 30 juin 1522, dans laquelle le bataillon du peuple d'Irun, celui même qui évoluait pendant les démonstrations armées statutaires, plus 24 cavaliers d'Irun, menés par les capitaines bidasoans, Juan Pérez de Azcue et Miguel de Ambulodi et soutenus en outre par 200 cavaliers de la cavalerie du Capitaine Général Don Beltrán de la Cueva, qui était en garnison à Saint-Sébastien, et que les capitaines irunais durent convaincre pour qu'il intervienne dans une entreprise qu'il voyait très difficile.
Cette troupe vainquit les troupes du roi de Navarre, qui disposait de l'appui du roi de France, composées d'un contingent de 3 500 lansquenets (lansquenetes) et d'un bataillon de 1 000 Labourdins, qui essayaient de reconquérir le royaume de Navarre. De leur côté, les Castillans comptaient 1 000 lansquenets (mercenaires allemands habituels en ces temps-là).

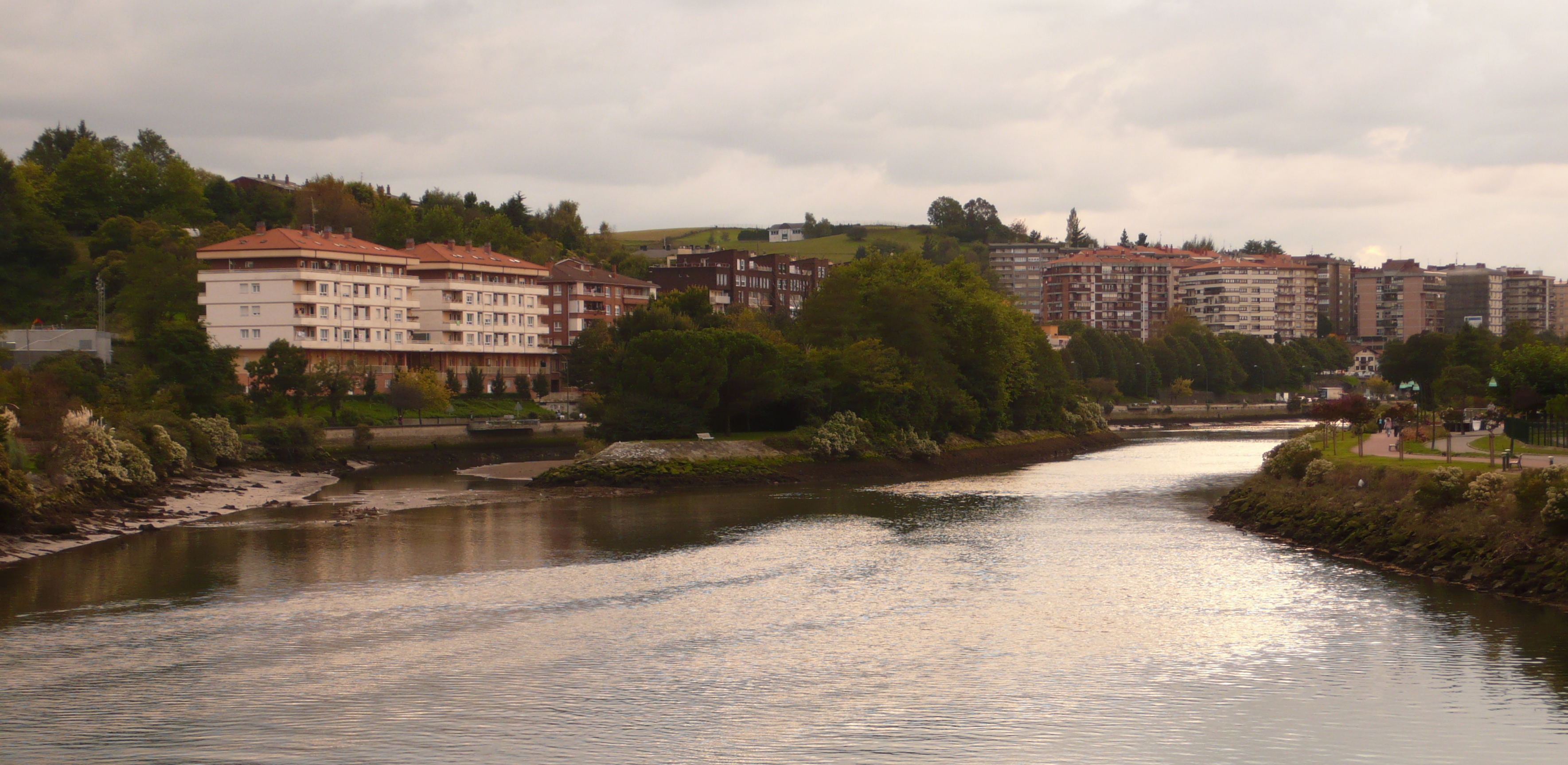
L'île des Faisans depuis le pont international sur la Bidassoa. À gauche, Irun et à droite, Hendaye.

En 1659 fut signée dans l'Île des Faisans (Béhobie) la Paix des Pyrénées entre la France et l'Espagne. Cette île a été le théâtre de nombreuses conférences politiques, de mariages d'état et d'échanges de prisonniers entre l'Espagne et la France.
Le 31 août 1813, la seconde bataille de San Martial mit fin à la Guerre de l'Indépendance. Avec leur victoire dans cette bataille, les troupes espagnoles et les Anglo-Portugais du duc de Wellington vainquirent les troupes napoléoniennes dans une bataille sanglante.
Pendant le XIXe siècle, la ville a été détruite par les Guerres carlistes. Finalement, le dernier fait de guerre dans l'histoire d'Irun a eu lieu pendant la guerre civile espagnole en 1936, le 2 septembre de cette année. Pendant ce conflit une grande partie de la ville a été détruite, incendiée par l'armée républicaine en retraite. La prise d'Irun par les troupes franquistes a été un coup dur à la Seconde République, puisqu'il a isolé le territoire loyal à la République situé dans le nord, en coupant ses communications avec la France.
Irun semble être une ville de date récente, mais, en fait, on y trouve d'importants vestiges de son passé, comme l'église de Santa María del Juncal, du XVIe siècle, qui possède une façade baroque et une image romane de la sainte en question. La mairie baroque figure aussi parmi ses édifices monumentaux ainsi que la colonne de San Juan Harri qui commémore l'indépendance de la ville. Près de la place d'Urdanibia, est situé l'ermitage de Santa Elena, érigé sur une nécropole et un temple romain. On peut aussi visiter le Musée de l'ermitage d'Ama Xantalen.
Le caractère commercial et industriel d'Irun érige cette ville en noyau urbain majeur de la zone du fleuve Bidassoa.
Irun est séparée de Fontarrabie par à peine trois kilomètres. Ces deux villes se situent en face de la ville française d'Hendaye, de l'autre côté du fleuve Bidassoa.

## Intercommunale
Aujourd'hui Irun, Fontarrabie et Hendaye forment une communauté urbaine transfrontalière : le Consorcio Bidasoa-Txingudi.
La municipalité fait partie de l'Eurocité basque Bayonne - San Sebastian.

## Économie
L'économie d'Irun est fortement liée au secteur des services et particulièrement aux activités de transports, commerciales et frontalières. En 1841, on a transféré les douanes espagnoles de l'intérieur du pays vers Irun sur la Bidassoa car les provinces basco-navarraises y avaient créé une espèce de zone franche. Depuis le milieu du XIXe siècle, la ville d'Irun croît au rythme de l'augmentation des échanges commerciaux entre l'Espagne et la France, de l'activité douanière et du commerce transfrontalier. L'arrivée du chemin de fer en 1864 a transformé Irun en gare terminale du système ferroviaire espagnol et en important nœud de communications avec l'Europe puisqu'on fait ici les transbordements nécessaires pour passer des trains de la largeur de voie continentale à la largeur plus large des voies espagnoles. Les infrastructures ferroviaires sont très importantes à Irun. Des cheminots, des douaniers et des policiers frontaliers ont traditionnellement formé une importante partie de la population irunaise active.
L'entrée en vigueur du Traité de Schengen, au début des années 1990, avec l'ouverture d'un espace européen pour le libre transit des personnes et marchandises dans l'Union Européenne, a été un coup dur pour l'économie irunaise. L'ouverture des frontières a énormément réduit les démarches douanières, on a dû fermer de nombreux bureaux de douanes et l'économie locale a souffert d'une importante récession pendant une bonne partie de la décennie 1990.
Toutefois, l'ouverture des frontières a provoqué à moyen terme un élan favorable à l'économie locale, puisque le secteur du transport de marchandises par les routes et le commerce transfrontalier se sont développés. Le caractère d'Irun comme nœud de communication routière entre l'Espagne et la France, à mi-chemin entre Paris et Madrid a été renforcé après l'ouverture des frontières. De nombreuses entreprises de transport par route et de logistique ont établi des entrepôts et des centres de distribution à Irun. En outre, les entreprises de transport de la capitale locale sont nombreuses. D'autre part, un pourcentage très significatif du commerce irunais est axé sur la vente de tabac, d'alcool aux touristes en provenance de France car ces produits sont moins taxés en Espagne qu'en France.

## Patrimoine

### Patrimoine civil
- Maison consistorial : la mairie de la ville a été inaugurée dans 1763. De style baroque.
- Colonne de San Juan Harri : Située sur la place San Juan, près de la mairie. C'est une colonne commémorative érigée en 1564 avec une figure de San Juan dans la partie supérieure. Date du milieu du XIXe siècle, bien qu'il existe une certaine polémique sur la raison de sa construction. Pour certains il symbolise l'indépendance d'Irun par rapport à Fontarrabie. Le 7 mars 2007, un jour avant le transfert de la colonne pour cause de travaux dans le collège San Martial et de la Place San Juan, la plate-forme installée pour protéger la pièce n'a pas résisté aux fortes rafales de vent. Pour cette raison, le support est tombé lors de la chute de la colonne. Par conséquent le bois de la colonne s'est coupé en trois et la figure de la partie supérieure a souffert de graves failles. La colonne restaurée avec une nouvelle figure de San Juan dans la même pierre que la colonne, a été replacée dans sa situation provisoire le 28 mai 2007.
- Hôpital Sancho d'Urdanibia : pension-hôpital érigé en 1644.
- Palais d'Urdanibia : Construit en 1612.
- Palais Arbelaiz : Il a servi de pension à de nombreux monarques espagnols et français. Il a été reconstruit après avoir été détruit durant la Guerre Civile.
- Source de Sainte Elena : Bâtiment baroque de 1677, construit pour loger un bénitier, avec l'ermitage éponyme.
- Île des Faisans : condominium hispano-français sur la rivière Bidassoa, d'une grande importance historique.

### Patrimoine religieux
- Église de Notre-Dame du Juncal : église paroissiale irunaise construite entre 1508 et 1606 sur un ancien temple. Elle combine des éléments gothiques et Renaissance et est considérée comme un monument historique-artistique national. Le retable a été restauré en 2006.
- Ermitage de San Martial : ermitage construit pour commémorer la bataille de San Martial du 30 juin 1522, sur la montagne San Martial située au sud-est de la ville. Détruit par un incendie provoqué par la foudre en 1796, il a été reconstruit en 1804. Mais, en 1813, il est le théâtre de l'affrontement entre troupes napoléoniennes et anglo-espagnoles, dans le cadre de la guerre d'indépendance espagnole, connu sous le nom de bataille de San Marcial. Le déclenchement de la guerre civile en 1936 provoqua aussi des dégâts[5]. Depuis une esplanade située près de la chapelle, on peut observer toute la baie de Txingudi et la Bidassoa, les villes avoisinantes d'Irun : Hondarribia, Hendaye et Béhobie ainsi que la montagne du Jaizkibel jusqu'au cap Higuer et, au-delà, le golfe de Gascogne.
- Ermitage de Sainte Elena : l'ermitage date du XIVe siècle, bien qu'à l'intérieur on ait trouvé des restes archéologiques d'un temple romain du Ier siècle et une nécropole indigène plus ancienne. Actuellement il sert de musée archéologique. Il est situé au sud de l'ancien noyau de la ville.

### Patrimoine naturel
- Parc écologique de Plaiaundi : formé dans les marais de la baie de Txingudi, à l'embouchure de la rivière Bidassoa, très près de la ville. Il a une superficie de 24 hectares. Il a une grande importance pour le repos des oiseaux, jusqu'à 175 espèces de migrateurs différentes.
- Le massif des Trois couronnes se trouve en partie sur la commune.

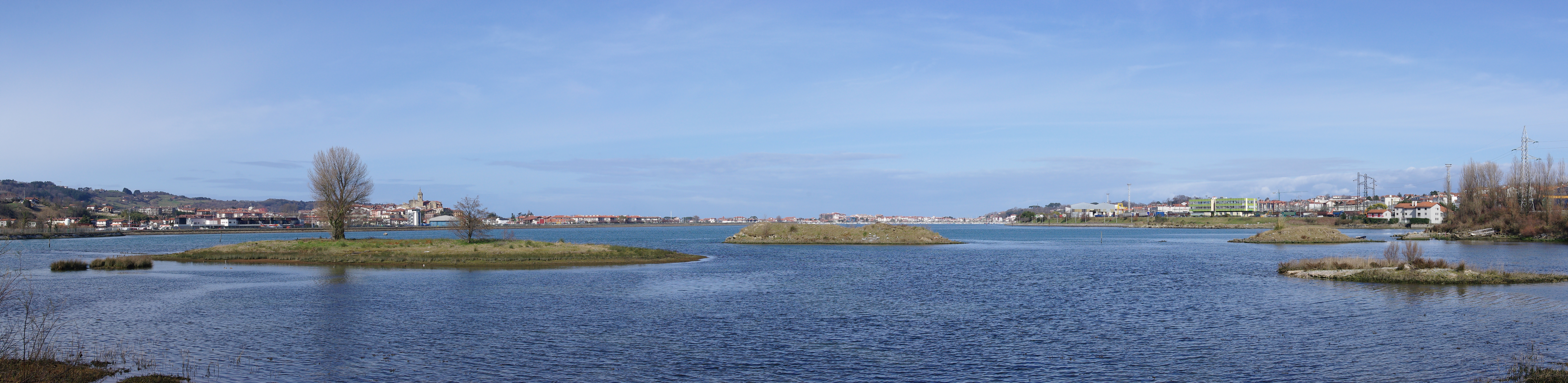
Les marais du parc écologique de Plaiaundi à marée haute.

## Sports et loisirs
Parmi les loisirs culturels et sportifs, on peut nommer le golf, l'équitation, l'aile delta ou les circuits en kayak, mais aussi les rencontres nationales et internationales de théâtre, cinéma pour auteurs consacrés ou pour nouveaux talents, entre autres. De même qu'à Fontarrabie, à Irun, il existe un « Alarde de Armas » (sorte de défilé militaire) en souvenir des milices de l'ancienne localité « fuerista » (localité à privilèges) qu'entretenait chaque village.
Depuis les postes frontières voisins, il est possible de réaliser des excursions pour découvrir la Côte basque et les localités françaises proches.

### Clubs
- Handball : La ville dispose d'un important club, le CD Bidasoa.
- Football : Le club Real Union a participé à la création de La Liga au début du XXe siècle.

## Personnalités liées à la ville
- Almirante Arizmendi (XVIe) : général aux commandes des milices d'Irun puis amiral des flottes espagnoles.
- Ramón Iribarren Cavanilles (1900-1967) : licencié en sciences exactes et docteur ingénieur des routes, canaux et ports, sommité mondiale en la matière et génial découvreur des lois mathématiques et physiques relatives à la dynamique de la houle et son application à la régénération des cotes. Fut nommé fils privilégié de la cité d'Irun par un accord unanime des conseillers municipaux.
- Pedro Mourlane (1888-1945) : journaliste et essayiste.
- Juan Pérez de Azcue (XVIe siècle) : commandant des troupes irunaises.
- Jon Sistiaga (1967-): journaliste, écrivain et journaliste de guerre.
- Ricardo Arregui (1952-) : médecin neurochirurgien de prestige mondial, expert dans des congélations. Ex président du CAI Balonmano Aragon (Club de Handball).
- Lourdes Maldonado (1973-) : présentatrice des infos les week-ends sur Antena 3 (troisième chaine espagnole).

### Artistes
- Teodoro Murua (1888-1968) : musicien. Chef de la banda municipale de musique d'Irun.
- José María Franco Bordons (1894-1971) : compositeur et chef d'orchestre.
- Luis Mariano, chanteur d'opérettes et acteur, y est né le 13 août 1914.
- Ricardo Requejo, (10 juin 1938 à Irun - 12 novembre 2018 dans la même ville), pianiste classique et enseignant, récipiendaire de la médaille d'or de la ville.
- Les frères Fermin (1963-), Íñigo (1964-2019) et Jabier Muguruza (1960-) : musiciens et activistes, producteurs et éditeurs musicaux. Les deux premiers, membres des groupes de rock basque radical Kortatu et Negu Gorriak, le deuxième, fondateur du groupe Joxe Ripiau avec Jabier.
- Amaia Montero : chanteuse née le 26 août 1976 à Irun, ex leader du groupe donostiarra La Oreja de Van Gogh.

### Personnalités politiques
- Pedro Manuel Arístegui y Petit : diplomate, ancien gouverneur civil du Guipuscoa, décédé le 16 avril 1989 dans un attentat quand il exerçait comme Ambassadeur de l'Espagne au Liban.
- Julia Iruretagoiena (1886-1954), militante basque.
- Begoña Lasagabaster (1962-) : conseillère du Lehendakari (Président du gouvernement autonome basque) Garaikoetxea élue au Parlement européen (1987 - 1991) et Déléguée pour le Guipuscoa au Congrès espagnol (1996 - 2008).

### Sportifs
- Juan Manuel Gárate (1976-) : cycliste. Champion d'Espagne en 2005.
- Alberto López (1969-) : gardien de but de la Real Sociedad et du Real Valladolid.
- Miguel Angel Zúñiga (1959-) : gardien de but au Handball.
- Alberto Górriz (1958-) : ex-joueur de football international de la Real Sociedad.
- Robert López Ufarte (1958) : joueur de football international. Né à Fez (Maroc) et irunais d'adoption.
- Javier Irureta (1948-) : ex-joueur de football international de l'Atlético de Madrid et de l'Athletic Bilbao et actuellement formateur de football.
- Pedro Regueiro (1906-1985) : joueur de football international qui a joué dans la Real Unión de Irún et au Real Madrid.
- Luis Regueiro (1908-1995) : joueur de football international qui a joué dans Real Unión de Irún et au Real Madrid.
- Santiago Urtizberea (1910-1985) : joueur de football qui a gagné 4 fois le championnat de France avec les Girondins de Bordeaux.
- Francisco Gamborena (1901-1982) : joueur de football international qui a joué au Real Unión de Irún.
- Patricio Arabolaza (1893-1935) : joueur de football international de Real Unión de Irún. Auteur du premier but de l'histoire de la sélection espagnole de football.
- José Echeveste (1889-1982) : joueur de football international de Real Unión de Irún.
- José Luis Zabala : joueur de football international qui a joué au Real Unión de Irún, Espagnol, Oviedo et Valence.
- Javier Yubero (1972-2005) : gardien de but au Real Union Irún, Real Betis Balompié et Rayo Vallecano.
- Javier Garrido : ex-joueur de la Real Unión de Irún et actuellement joueur de la Lazio Rome.
- Ana Rubio : triple champion d'Espagne de natation handisport et participa les Jeux paralympiques de Pékin 2008 en obtenant la 9e et la 12e place dans les disciplines du 100 m Brasse et 200 m crawl respectivement.
- Ander Elosegi (1987 -) : céiste (Canoë monoplace) olympique d'eaux vives 4e place aux Jeux olympiques de Pekin, meilleur classé du slalom espagnol dans son histoire olympique.
- Julian Aguinagalde (1982 -) : joueur de handball international ayant porté le maillot de nombreux clubs espagnols tels que l'Atlético Madrid ou encore Léon. Il est considéré par beaucoup comme l'un des meilleurs pivots du monde.